# ポウヤ・サラエイ
ぽうや 皿英ペルシア語: پویا سرایی は、イランのミュージシャン兼サントゥール奏者です。 彼は 7 歳の頃から、「ファラマルズ・パイヴァール」、ホセイン アリザデ、パシャン カムカールの音楽を学びました。 彼はサントゥールを演奏し、ホマユン・シャジャリアン、サラール・アギリ、アリレザ・ゴルバニなどのイランの歌手のために作曲しました。 。
彼 はまた、ドイツのミュージシャン Schiller のアルバム「Morgenstund」で サントゥール を演奏しました。。
彼は "Navona Records" からリリースされたアルバム "Modes" で サントゥール を演奏しました。。
彼はまた、イランとオランダで上演された ハミド・モテバセム からなる "Simorq" プロジェクトの サントゥール 楽器奏者 でした。。